# Federico R. Cuñado
Federico R. Cuñado nacido como Federico Rufino Cuñado-Cau o simplemente Federico Cuñado (San Salvador de Jujuy de la provincia homónima, Confederación Argentina, 1848 - La Plata de la provincia de Buenos Aires, República Argentina, 1910) era un licenciado desde 1877 y luego doctor en Medicina desde 1883, filántropo y cirujano militar de la Armada Argentina que llegaría al rango de capitán de fragata en 1890.
Había actuado como cirujano de primera clase en 1878 del comandante patriota Luis Piedrabuena de la corbeta Cabo de Hornos —que se unió a la expedición del comodoro Luis Py— para reafirmar la posesión de la Patagonia argentina de una inminente colonización franco-británica de la misma y chilena al sur del río Santa Cruz, y además en la autodenominada Conquista del Desierto de los generales Julio A. Roca y Conrado Villegas, a quienes abastecía de medicamentos y alimentos en Carmen de Patagones.
Esta última de unas cuantas campañas militares al Desierto argentino, se hizo para erradicar los malones de mapuches invasores en la región pampeana y el Comahue —su cacique mayor tehuelche Lorenzo Calpisqui se hizo vasallo del virreinato rioplatense en 1782, también este con los ranqueles en 1796, el cacique Sayhueque del País de las Manzanas se convirtió en protectorado de la provincia bonaerense en 1834 y los araucanos de Calfucurá en la región pampeana y Comahue, otro protectorado en 1840, y por último estos con la Confederación Argentina en donde juraron su bandera nacional en 1854— por lo que se vigilaba a través del mar Argentino las costas patagónicas del protectorado tehuelche de soberanía nacional desde 1869, del difunto cacique mayor y teniente coronel Casimiro Biguá, cuyo sucesor Papón intentara segregar de la Argentina el territorio meridional del río Gallegos hasta el estrecho de Magallanes y anexarlo a Chile —en el sur de la actual provincia de Santa Cruz— pero finalmente se llegaría a un acuerdo con el tratado de límites de 1881, por el cual se perdería solo el citado estrecho.

En dicho año hasta 1882 participó de la Expedición Científica Austral Ítaloargentina, con el teniente Giacomo Bove de la Regia Marina como jefe científico, y en el año 1884 con el vapor Villarino —el cual en 1880 había repatriado los restos del libertador José de San Martín— participó de la «División Expedicionaria al Atlántico Sur» al mando del comodoro Augusto Lasserre que instaló el faro de San Juan de Salvamento en la isla de los Estados e inspirara a Julio Verne en su novela El faro del fin del mundo, y además afianzó la soberanía nacional en la misión anglicana de Ushuaia de la isla Grande de Tierra del Fuego, en donde arrió el estandarte británico e izó la bandera de la Argentina.

## Biografía hasta la titulación de médico cirujano

### Origen familiar y primeros años

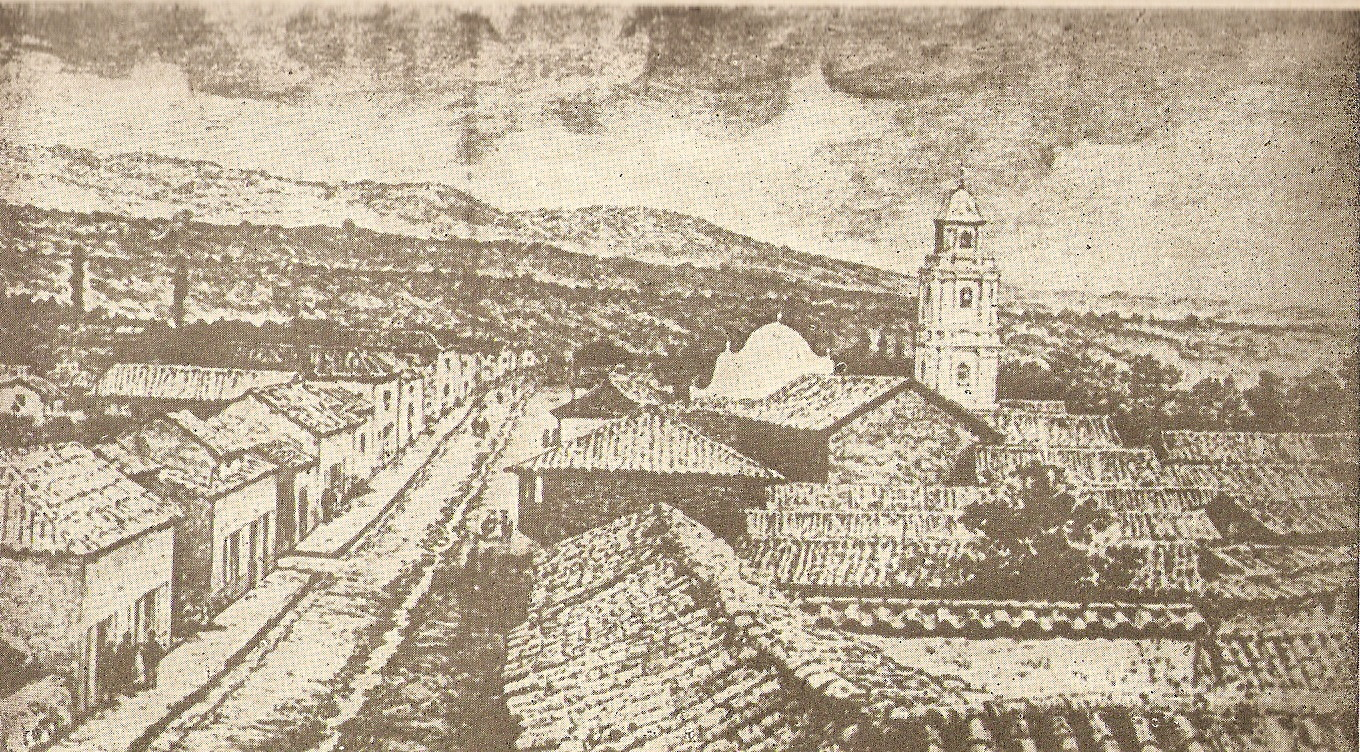
Vista de San Salvador de Jujuy a finales del, en donde resalta la torre del campanario de la iglesia matriz.

Federico R. Cuñado había nacido en el año 1848 en la villa de San Salvador, capital de la nueva provincia de Jujuy que se había separado de la de Salta en 1834, y ambas formaban parte de la entonces Confederación Argentina.
Era hijo del médico hispano-castellano Gabriel Cuñado Martín —que participó como militar sanitario durante la guerra de independencia en el bando realista pero luego del desabastecimiento consecuente al Éxodo Jujeño y por las derrotas en las batallas de Tucumán del 25 de septiembre de 1812 y de Salta del 20 de febrero de 1813, se lo liberó bajo juramento, radicándose en la villa de Jujuy— y de su muy joven esposa Francisca Cau de Atienza (Salta, ca. 1820-f. después de 1882), la cual a su vez era tía del sacerdote y vicario foráneo Demetrio Cau de Mealla (n. Jujuy, ca. 1840) que fuera elegido diputado por su provincia en 1884, hermana mayor del coronel Silvestre Cau de Atienza que fuera gobernador interino de la provincia de Jujuy en 1879.
Por lo tanto, Federico era nieto materno del francés Santiago Caú —o bien, Jacques Cau— (Provenza, ca. 1785-Salta, 1840), quien fuera un hacendado europeo radicado alrededor de 1805 en Campo Santo de la intendencia de Salta del Tucumán que formaba parte del Virreinato del Río de la Plata, y de Martina de Atienza (n. Salta, ca. 1795), cuyo padre era otro castellano-español llamado Antonio de Atienza (n. Cuenca, ca. 1765), quien fuera ministro-tesorero desde 1807, que junto al ministro-contador Nicolás de Villacorta y Ocaña administraban las alcabalas, sisa y cruzada de la Real Hacienda salteña que —por real cédula del 17 de febrero del año citado— pasó a administrar también al partido de Tarija desde enero de 1808.
Sus abuelos paternos fueron Ildefonsa Martín y su marido Gabriel Cuñado (n. Valladolid, ca. 1750), quien fuera hermano de Polonia Cuñado (n. ib., ca. 1760), y ambos, hijos de Francisco Cuñado (n. ib.,  ca. 1725) y de Antonia Ortiz (n. ca. 1730 - f. antes de 1764).
Federico tenía un tío paterno que se quedaría en España llamado Manuel Cuñado Martín (n. Valladolid, ca. 1780) y en donde se unió en matrimonio con María González Aguado, siendo hija de Manuel González y de su esposa Agustina Aguado, y quienes tuvieron por lo menos dos hijos: Lorenzo Justiniano (n. ib., 5 de septiembre de 1810) y Benito Deogracino Cuñado González (n. ib., 22 de marzo de 1813), y por ende los dos primos de Federico R. Cuñado.

### Mudanza a Salta, estudios en Buenos Aires y doctorado en Medicina

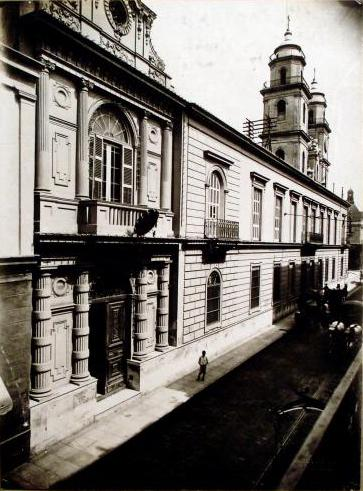
El entonces edificio del Colegio Nacional Buenos Aires y la basílica de San Francisco hacia 1876, en la Manzana de las Luces.

Federico Rufino Cuñado a corta edad con sus padres se mudaron por un tiempo a la ciudad de Salta en 1850, luego se radicó hacia 1863 en la ciudad de Buenos Aires, en donde hizo sus estudios en el Colegio Nacional, para egresar a finales del año 1868. A principios del año siguiente ingresó en la Facultad de Medicina de la Universidad de Buenos Aires, y cursando la carrera, se unió en matrimonio hacia 1872 con Enriqueta Rebuffo Posadas y con quien tuvo su primer hijo al año siguiente.
Antes de recibirse fue nombrado durante la epidemia de cólera, que afectaba a la población de Buenos Aires, como practicante interno de los lazaretos municipales establecidos en el norte de la ciudad, para atender a los enfermos desde diciembre de 1873 hasta febrero de 1874, junto al doctor Manuel Spuch Martínez. A los pocos días de rendir el 5.º año universitario, en marzo de este último año padeció un reumatismo articular agudo que lo postró, según el certificado del doctor Eleodoro Damianovich, que llegaría a ser el comandante de la sanidad del Ejército Argentino, por lo que debió interrumpir sus estudios.

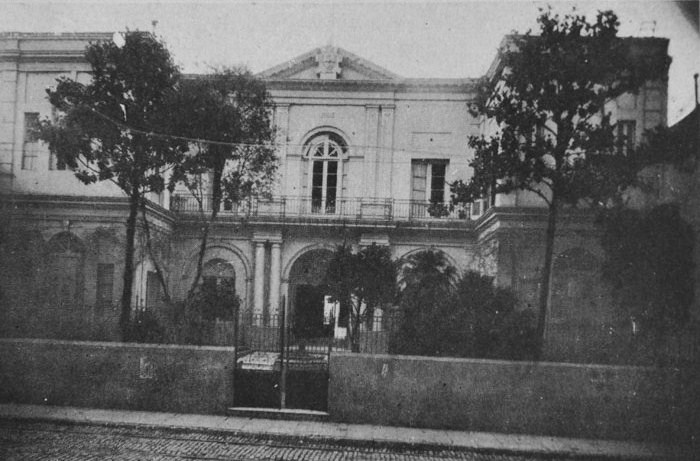
Antigua sede de la facultad de Medicina entre 1858 y 1895 en el antiguo edificio en la calle Humberto 1.º n.º 343 (actualmente es de la Escuela Rawson).

Una vez repuesto, fue enviado como practicante al Hospital Militar, en donde le tocó atender a heridos del batallón 2.º del 1er regimiento. En varias notas solicitó que se le permitiese rendir el 6.º año sin cursar, insistiendo que por sus numerosos servicios oficiales y en la necesidad de ejercer para ganarse la vida, le impedía su asistencia regular a clases, pero sus peticiones siempre le fueron denegadas.
Hacia 1877, finalmente pudo terminar el curso y aprobar sus exámenes generales para recibirse de médico y después de la guerra contra los mapuches invasores desde 1878 y los conflictos fronterizos que derivaron en el tratado limítrofe con Chile en 1881, obtuvo el título de doctor en 1883, luego de haber sido aprobada su tesis que trataba sobre lo siguiente:

«Vacuna y vacunación obligatoria».

## Ingreso en la Expedición Py de la Armada Argentina por litigios con Chile

### Soberanía argentina de la Pampa y la Patagonia oriental

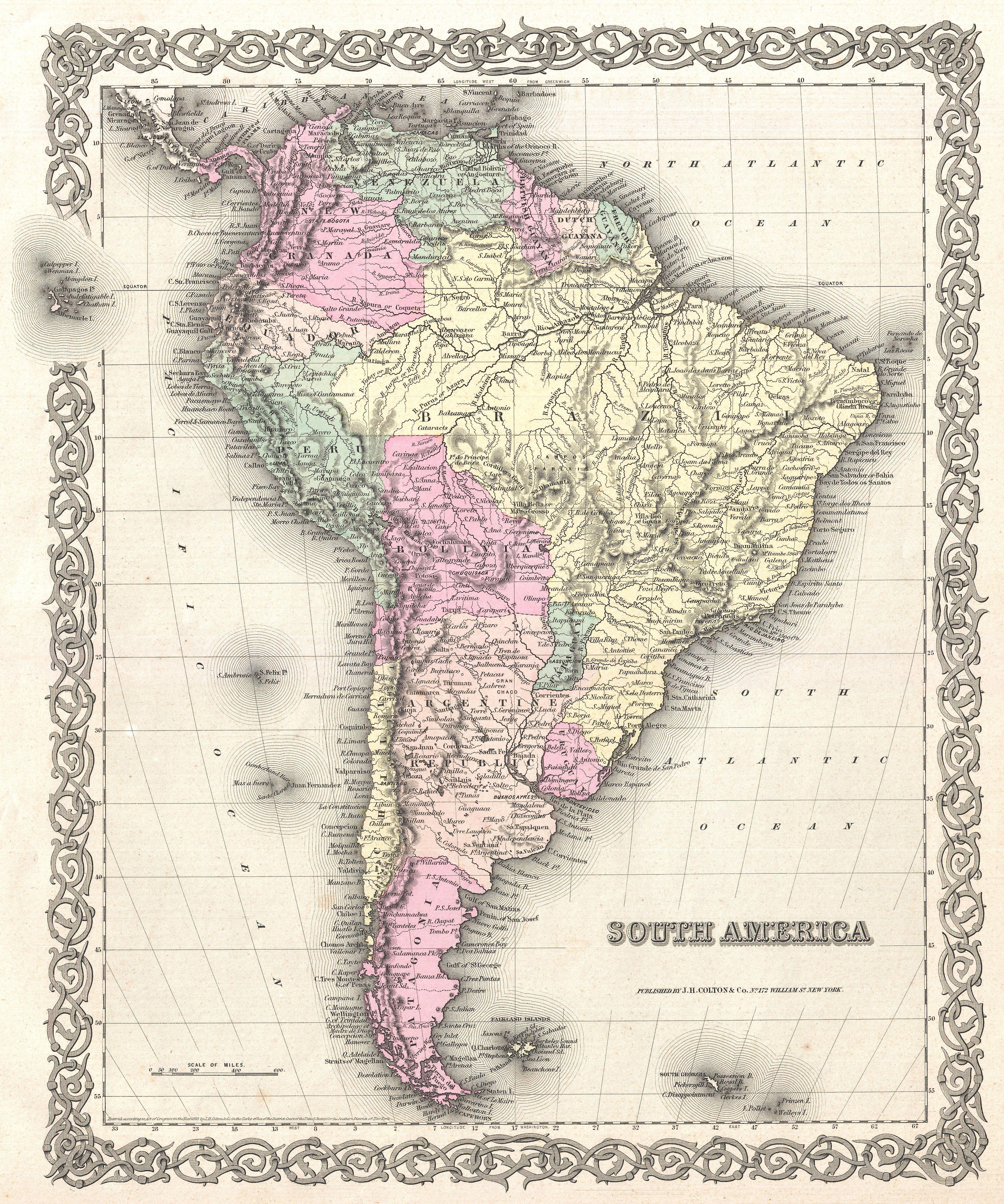
Mapa de Sudamérica de 1855, con límites políticos provisorios.

El cacique mayor tehuelche Casimiro Biguá —cuyos padres habían sido asesinados en 1822 por los mapuches invasores, a través de las rastrilladas pampeanas de ganado robado en estancias argentinas, y sus aliados cuatreros realistas chilenos conocidos como los hermanos Pincheira, los cuales fueran derrotados por los patriotas en la batalla de las Lagunas de Epulafquen el 14 de enero de 1832— era líder de la Patagonia oriental y había sucedido en 1840 a la cacique María la Grande.

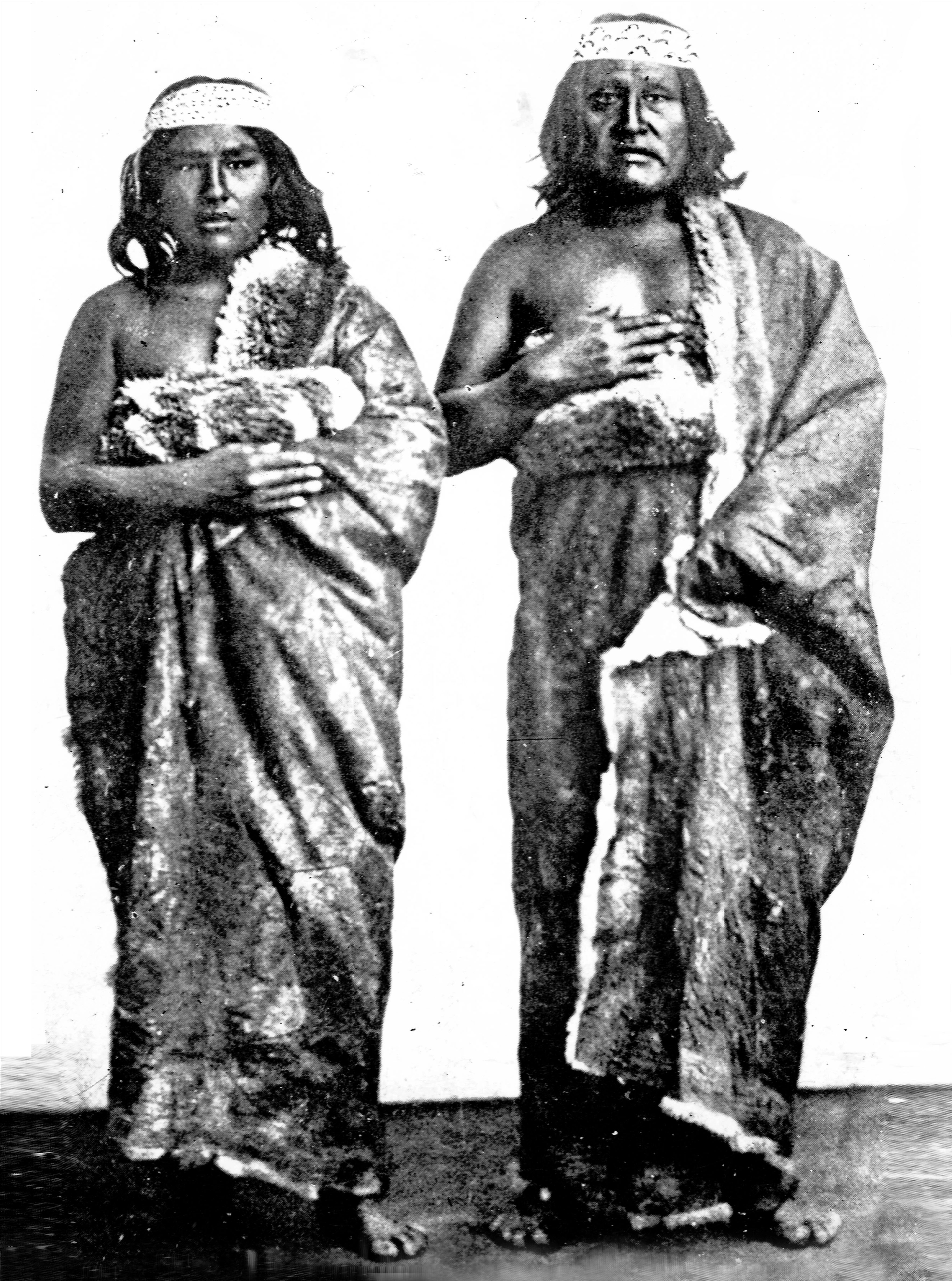
El cacique mayor tehuelche Casimiro Biguá y su hijo Sam Slick en 1863.

Residiendo Biguá con su hijo mayor Sam Slick (Cañadón Misioneros, 1851 - Gaimán, 1874) en su toldería principal de la bahía San Gregorio, en el litoral continental del estrecho de Magallanes, arribó en el año 1863 el marino mercante argentino Luis Piedrabuena —quien había erigido una factoría en 1859 en la isla Pavón del río Santa Cruz— y los invitó a ambos a viajar a Buenos Aires en su nave Espora para conocer al presidente argentino Bartolomé Mitre (1861/1862-1868).
Este presidente los recibió con regalos y agasajos en 1864, y le asignó el rango de capitán del ejército y lo nombró como cacique principal de San Gregorio. De esta manera Biguá terminó por reconocer de palabra la soberanía argentina desde el río Negro hasta el estrecho de Magallanes, el 5 de julio de 1865.
Biguá volvió a Buenos Aires con Piedrabuena en junio de 1866, para ofrecer la fundación de una colonia en la bahía San Gregorio del citado estrecho, y por lo cual el presidente Mitre ascendió a Biguá al grado de teniente coronel del Ejército Argentino y a Piedrabuena al de capitán honorario.
Posteriormente Mitre formuló la llamada "Ley de ocupación de la tierra", del 13 de agosto de 1867, que ordenaba llevar la frontera interna controlada efectivamente por el Estado argentino con los aborígenes invasores de la Pampa y el Comahue, hasta los ríos Negro, Neuquén y Agrio —dejando afuera de campaña a los protectorados argentinos del País de las Manzanas de Sayhueque y de la Patagonia oriental de Biguá— y de esta manera incorporarlos a la economía nacional. Por la ley n.º 269 del 6 de octubre de 1868, la Nación Argentina concedió a Luis Piedrabuena la propiedad de la isla de los Estados y de tierras de la ribera meridional del río Santa Cruz, que incluía a la isla Pavón y el poblado de «Las Salinas», fundado por él mismo en 1863.
De esta forma, el cacique mayor Casimiro Biguá y cinco jefes principales de varios clanes tehuelches, se reunieron en medio de la estepa con la intención de discutir acerca de la conveniencia de ponerse formalmente al servicio de la Argentina o de Chile, ya que eran los dos países que reclamaban soberanía sobre esas tierras. Finalmente en el valle de Genoa —en la actual localidad chubutense de José de San Martín— el 3 de noviembre de 1869 izaron la Bandera de la Argentina y le jurarían fidelidad, comprometiéndose a defender los territorios nacionales.

### Invasiones extranjeras de la Patagonia atlántica e islas adyacentes

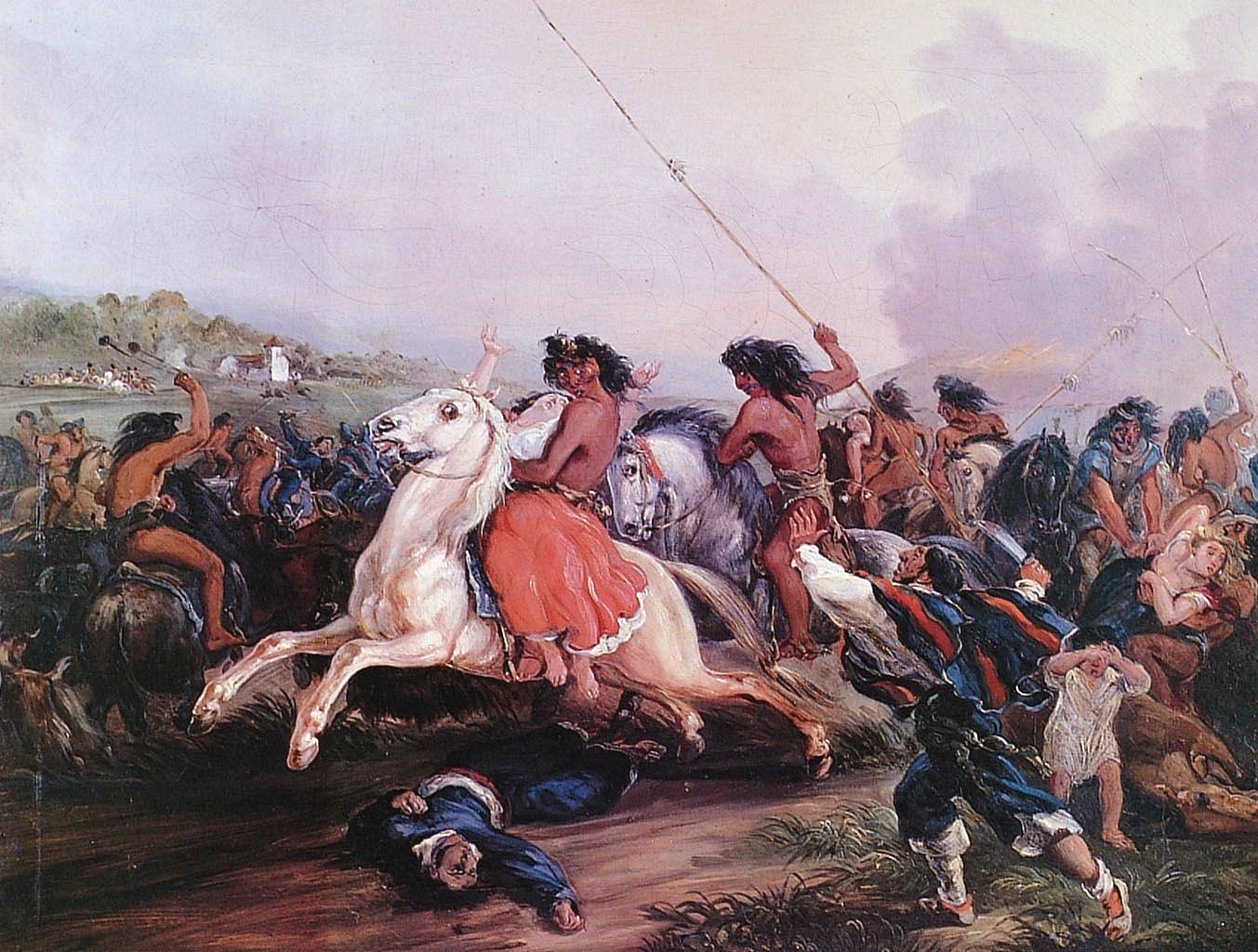
"El malón" (de Mauricio Rugendas, representando las invasiones mapuches a las estancias argentinas y el rapto de las mujeres).

Por otro lado, huido de Chile el ambicioso aventurero francés Orélie Antoine de Tounens, autoploclamado soberano de la Araucanía chilena desde 1860 pero apresado en 1862, ante un inminente protectorado francés del territorio araucano rebelde desde hacía siglos, y repatriado, volvió en 1869, aunque con la recuperación chilena del territorio, intentó ser reconocido en la Pampa argentina como tal por los caciques mapuches invasores Quilapán y Calfucurá, pero tampoco tuvo éxito, y pasasaría a la bahía Blanca para embarcar a Buenos Aires el 2 de julio de 1871, en donde intentaría entrevistarse con el presidente Sarmiento pero sin lograrlo. Posteriormente ante la posibilidad de un colonialismo francés solapado sería detenido y nuevamente repatriado.
Mientras tanto, luego del gran parlamento de los manzaneros del cacique puelche-mapuche Sayhueque a principios de 1870 con el cacique mayor tehuelche Casimiro Biguá, junto a Orkeke y su tribu que estaba acompañado hacía un año por el explorador y marino inglés George Chaworth Musters, se tomó la decisión de denegar al cacique general mapuche-nguluche Juan Calfucurá el apoyo a los malones que tenía planeado perpetrar —este y su hijo Manuel Namuncurá que se había hecho católico, en 1854 habían jurado la bandera argentina y la Constitución de 1853, durante la presidencia confederal de Justo José de Urquiza, formando una alianza contra el escindido Estado de Buenos Aires del gobernador unitario Pastor Obligado— y de esta forma seguir manteniendo la paz con los cristianos y porque dichos caciques ya habían aceptado la soberanía argentina y su bandera.
De esta forma, el cacique Biguá tomó la iniciativa en octubre de 1870 de defender a la localidad Carmen de Patagones y a los colonos argentino-galeses asentados en el curso inferior del río Chubut —que hicieron un primer intento liderado por Henry Libanus Jones con el «Fuerte Paz» (1854-1856), y definitivamente con Rawson y Puerto Madryn desde 1865— del ataque invasor del cacique Calfucurá, y ante la actitud firme de Biguá, aquel dirigió el malón hacia la Fortaleza Protectora Argentina, ubicada en la bahía Blanca, en donde asesinó a cientos de argentinos, secuestró numerosas mujeres y robó unas 80.000 cabezas de ganado.
En julio de 1871, el ciudadano francés Ernesto Rouquaud que se encontraba residiendo con su familia en la ciudad de Buenos Aires, consiguió del presidente Domingo Faustino Sarmiento (1868-1874) el permiso de erigir colonias agroindustriales en la ribera del río Santa Cruz, y en junio de 1872 en la orilla meridional cerca de cañadón Misioneros, fue establecida la «Colonia 11 de Septiembre» aunque más conocida como «Colonia Rouquaud», siendo sus primeros habitantes el empresario, su mujer y sus nueve hijos que se dedicarían a la fabricación de aceite y sus subproductos.
Al mismo tiempo, el gobierno argentino constituyó una capitanía de puerto en el mismo río, situada provisionalmente en la goleta Chubut con unos 40 tripulantes al mando del teniente Guillermo Lawrence, y el 17 de junio, levantaron una construcción de madera para realizar la toma de posesión formal efectiva del territorio meridional del río Santa Cruz, izando la bandera argentina que fue saludada con 21 cañonazos.

Desembocadura del río Santa Cruz en el mar Argentino, con la pequeña isla fluvial Pavón colonizada desde 1859 por el marino patriota Luis Piedrabuena (cruzada por la actual ruta Nacional 3, en el extremo occidental de la actual ciudad Comandante Luis Piedrabuena, ubicada en el ángulo superior izquierdo del mapa) y con el Puerto Santa Cruz fundado en 1878 por el comodoro Luis Py, al sur de cañadón Misioneros. Por el norte del río desemboca su afluente río Chico.

Esto provocó la protesta chilena que consideraba esos territorios en litigio, por lo cual Oscar Viel Toro, quien fuera gobernador de Punta Arenas, organizó en febrero de 1873 una expedición al río Gallegos, en cuya ribera meridional dejó una escasa guarnición en donde intentaría fundar otro poblado pero, por falta de apoyo gubernamental, no prosperó.
En el año 1874 el colono franco-argentino Ernesto Rouquaud y su progenie abandonaron la empresa embarcando en la goleta Chubut, luego de que su esposa y dos de sus hijos perecieran en el establecimiento, por lo cual tuvieron que dejar en el lugar a tres funcionarios argentinos cuidándola, y también por la presión gubernamental chilena que al mismo tiempo mandaba la corbeta Abtao para construir la capitanía «Cañadón Misioneros» —en el mismo lugar que en 1862, los dos clérigos anglicanos habían fundado un efímero centro evangelizador de tehuelches, y quienes se abastecían en las islas Malvinas usurpadas por británicos hacía casi tres décadas— pero también debió ser abandonado a las pocas semanas porque el gobierno chileno terminó cediendo ante la diplomacia argentina.
Al fallecer Biguá en el mismo año, en 1874, el cacique sucesor Papón desatendió los tratados entre su padre, jefes principales y el gobierno argentino e hizo valer la toma de posesión del estrecho de Magallanes por parte de la vecina República de Chile, estableciendo una alianza con el sargento mayor Diego Dublé Almeyda, gobernador chileno de la «Colonia de Magallanes» desde septiembre del mismo año.
Por lo que el 22 de enero de 1876 y durante la presidencia de Nicolás Avellaneda (1874-1880), se otorgaron en la ciudad de Buenos Aires autorizaciones para la explotación de guano en la zona de la caleta e isla Monte León, ubicado en el litoral marítimo y a unos 35 km al sudoeste de la desembocadura del río Santa Cruz. Consecuentemente se fundaría un pequeño caserío estable de nombre homónimo en dicha caleta, para realizar faenas, entre febrero y marzo del mismo año.
Al llegar la noticia a Chile, este país envió la cañonera Magallanes, capitaneada por Juan José Latorre, que apresó a la goleta francesa Jeanne Amelie que estaba al mando del capitán Pierre Guillaume, la cual cuando era llevada rumbo a Punta Arenas se hundió el 27 de abril de 1876, entrando al estrecho de Magallanes y empeorando la situación binacional. Dicha goleta se dedicaba desde el 15 de febrero a la extracción de guano, además de poseer la citada autorización oficial otorgada por el cónsul general argentino Jacinto Mariano de Villegas, destinado en ese entonces en Montevideo. En 1877 el mismo Gobierno chileno mandó otra expedición para explorar la comarca meridional del río Santa Cruz con intención de anexionársela, aunque sin mayores resultados.
Por entonces el cacique Papón solo lideró sobre setecientos tehuelches oriundos del territorio entre el río Santa Cruz y el estrecho, que pasarían a jurar fidelidad al Estado vecino, y por lo que dicho gobernador lo nombró subdelegado de la Patagonia chilena. Dichos tehuelches de Papón pasaron a asediar en 1877 a las colonias galesas del Chubut y para auxiliarlos se avisó a la corbeta Uruguay que estaba en Buenos Aires al mando del teniente coronel Martín Guerrico, y zarpó el 22 de diciembre para llegar el mismo año al puerto San José de la península Valdés, para luego dirigirse por tierra en defensa de los colonos galo-argentinos.

### Cirujano de la corbeta Cabo de Hornos del comandante Piedrabuena
El comandante Luis Piedrabuena y su segundo Martín Rivadavia fueron puestos al frente de la corbeta Cabo de Hornos desde el 17 de abril de 1878, en el cual se había implementado una sanidad militar con la incorporación del médico Federico Cuñado que actuaba como cirujano de primera clase.

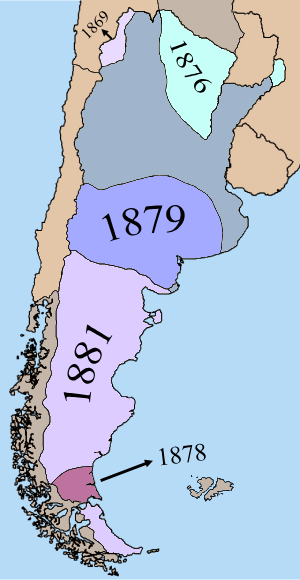
En GRIS: La Confederación Argentina con sus provincias históricas en 1834 y además los siguientes territorios nominales, de protectorados aborígenes y de dominación gradual y luego efectiva de la República Argentina:
En LILA (parte inferior): territorio de Biguá de soberanía argentina efectiva desde 1869 por tratado con los tehuelches, aunque la cuenca inferior del río Santa Cruz, el territorio meridional del curso inferior del río Negro, la isla de los Estados, el valle inferior del río Chubut y la zona del golfo Nuevo ya eran efectivos desde 1865.
En VIOLETA (parte inferior): territorio de Papón en litigio con Chile y resuelto en 1878.
En AZUL: Pampa y Comahue dominado definitivamente por fuerzas militares en 1879.
En VIOLETA (parte superior): protectorado argentino del «País de las Manzanas» del cacique Sayhueque, ocupado militarmente de manera definitiva en 1881.
En LILA (parte superior): La Puna de Atacama con San Pedro anexada por Bolivia desde 1826 hasta 1879 en que la ocupó Chile hasta 1884, luego desde 1887 a 1893 y por último desde 1896 hasta 1899.
En VERDE: dominación gradual de la región del Chaco.
Las islas Malvinas tras ser pobladas por argentinos y formar una comandancia militar fueron desalojadas en 1833 y repobladas ilegalmente por el Reino Unido en 1839.

El 11 de octubre del mismo año, la cañonera Magallanes volvió a apresar una segunda nave mercante en la isla Monte León, esta era la barca estadounidense Devonshire que había sido alquilado por el comerciante porteño Augusto Ventury y que también portaba permiso del Gobierno argentino para extraer guano en dicha isla, en la caleta homónima y en las islas Leones del estuario del río Santa Cruz. El barco, con su tripulación, fue capturado y conducido a Punta Arenas, salvo el comandante Ventury que fue abandonado en la citada isla sin provisiones, pero una vez rescatado protestaría contra el Estado chileno ante el cónsul estadounidense en Buenos Aires.
Con el apoyo del cacique Papón, Chile pretendía por lo menos anexar los territorios hasta el río Gallegos, y en el mismo año dicha nación comenzó a poblar con colonos la costa continental magallánica con estancias ovejeras, inclusive en la bahía San Gregorio, además de traer ganado directamente desde las islas Malvinas que estaban usurpadas por el Reino Unido desde hacía cuatro décadas.
Para la campaña marítima, los buques que poseía la Argentina eran los de la Escuadra Sarmiento, que fueran naves modernas pero destinadas a la navegación fluvial, y por lo cual, eran inapropiadas para la marítima, especialmente en las condiciones del extremo sur argentino. Estos habían sido incorporados durante la presidencia de Domingo Faustino Sarmiento (1868-1874) y estaba compuesta principalmente por los monitores Los Andes y El Plata, las corbetas cañonera Uruguay y Paraná, las bombarderas Constitución, República, Pilcomayo y Bermejo.
De todas formas se dispuso el envío de una flotilla conformada por la ya citada Escuadra Sarmiento al mando de Luis Py, con instrucciones selladas de Julio A. Roca con fecha del 1.º de noviembre de 1878 y que debería abrirse a la altura de Carmen de Patagones. Dicha flotilla estaba compuesta por el monitor Los Andes comandada por Ceferino Ramírez, la bombardera Constitución por Juan Cabassa y la cañonera Uruguay por Martín Guerrico. Posteriormente se le incorporó en el sur la bombardera República.
La corbeta Cabo de Hornos que llevaba a bordo al cirujano Federico R. Cuñado, era a la vez un buque-escuela y en donde figuraban como tripulantes los tenientes Diego Laure, Guillermo Pintos y León Beguerie, los guardiamarinas Carlos M. Rojas, Urbano de la Fuente y Benigno Álvarez, y el comisario Juan Abelleyra, además de llevar a bordo a la «Escuela de Grumetes», zarpó a las 5 de la mañana del 13 de noviembre de 1878 con aprovisionamientos y correo para la guarnición a establecer en Santa Cruz.
Finalmente el 1.º de diciembre del mismo año, la llamada Expedición Py cuando llegó a destino procedió a izar la Bandera de la Argentina en la cumbre del cerro Misioneros a orillas del río Santa Cruz, en su margen diestra o meridional, dando origen al homónimo Puerto Santa Cruz.
El 6 de diciembre del mismo año, se firmó en Santiago de Chile el Tratado Fierro-Sarratea que partiendo del uti possidetis iure de 1810, en el artículo 6.º se establecía que mientras no se llegase a un acuerdo de límites, Chile ejercería jurisdicción en las costas del estrecho de Magallanes y la Nación Argentina sobre las costas de la Patagonia oriental y sus islas.
A los tres meses de campaña hacia el sur de la corbeta Cabo de Hornos, se presentó un brote de escorbuto en el barco que viajaba Federico Cuñado cuando navegaba por el mar Argentino, por lo que el comandante Piedrabuena se dirigió nuevamente hacia el norte e intentó remontar el río Negro, pero un temporal le impidió hacerlo, y tuvieron que quedarse en alta mar hasta que pasase la tormenta. Por suerte a bordo había una provisión de jugo de limón —rico en vitamina C— con la que el cirujano Cuñado pudo mantener vivos a siete enfermos graves hasta arribar a Carmen de Patagones.
La corbeta Cabo de Hornos comandada por Luis Piedrabuena y acompañado por el teniente de navío Federico Cuñado recién llegó el 4 de enero de 1879 a Puerto Santa Cruz con la buena noticia del cese de las hostilidades entre las vecinas repúblicas de Chile y Argentina, que estaban al borde de una inminente guerra. Dicho barco también portaba víveres, cargamento de carbón y la lancha de vapor Monte León necesaria para proveerse de agua dulce en la isla Pavón, ya que el estuario del río en donde está asentado el puerto es de agua salobre. Además al mismo tiempo había llegado la bombardera República.

## Médico naval durante la Conquista del Desierto

### Las campañas navales patagónicas a través del mar Argentino

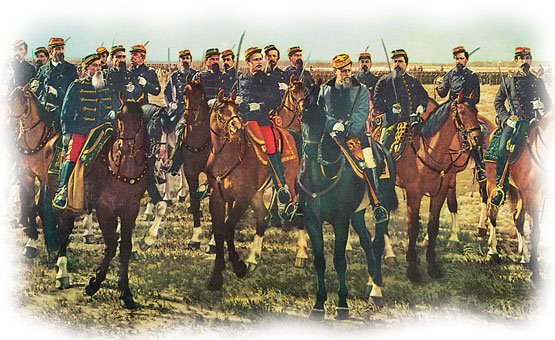
Generales Julio A. Roca y Conrado Villegas en la Campaña del Desierto.

El 5 de octubre de 1878, durante la presidencia de Avellaneda había sido sancionada la nueva "Ley de distribución de la tierra" que destinaba 1.700.000 $m/c para el cumplimiento de la anterior ley de Mitre del año 1867. Al mismo tiempo se iniciaba la autodenominada Conquista del Desierto de los generales Julio A. Roca y Conrado Villegas.
Al ya no ser necesaria la presencia de la corbeta Cabo de Hornos en el territorio de Santa Cruz, la misma fue despachada al Río de la Plata con la goleta Santa Cruz, por lo que zarpó del puerto homónimo en Misioneros el 31 de enero de 1879, para arribar a Buenos Aires el 12 de febrero del mismo año, y pasar al Riachuelo a remolque del aviso Resguardo el 18 del corriente.
El 25 de junio del citado año inició otro viaje a Carmen de Patagones con provisiones, principalmente de maíz embolsado para la caballada del Ejército Argentino comandado por el entonces coronel Conrado Villegas, que estaba en plena «Campaña del Desierto». La corbeta retornó el 21 de septiembre, y realizó antes del fin del año otro viaje a la Patagonia argentina trasladando al regimiento N° 1 de Caballería, además de transportar víveres para las subprefecturas.

### Viaje a las Malvinas y el tratado de límites con Chile

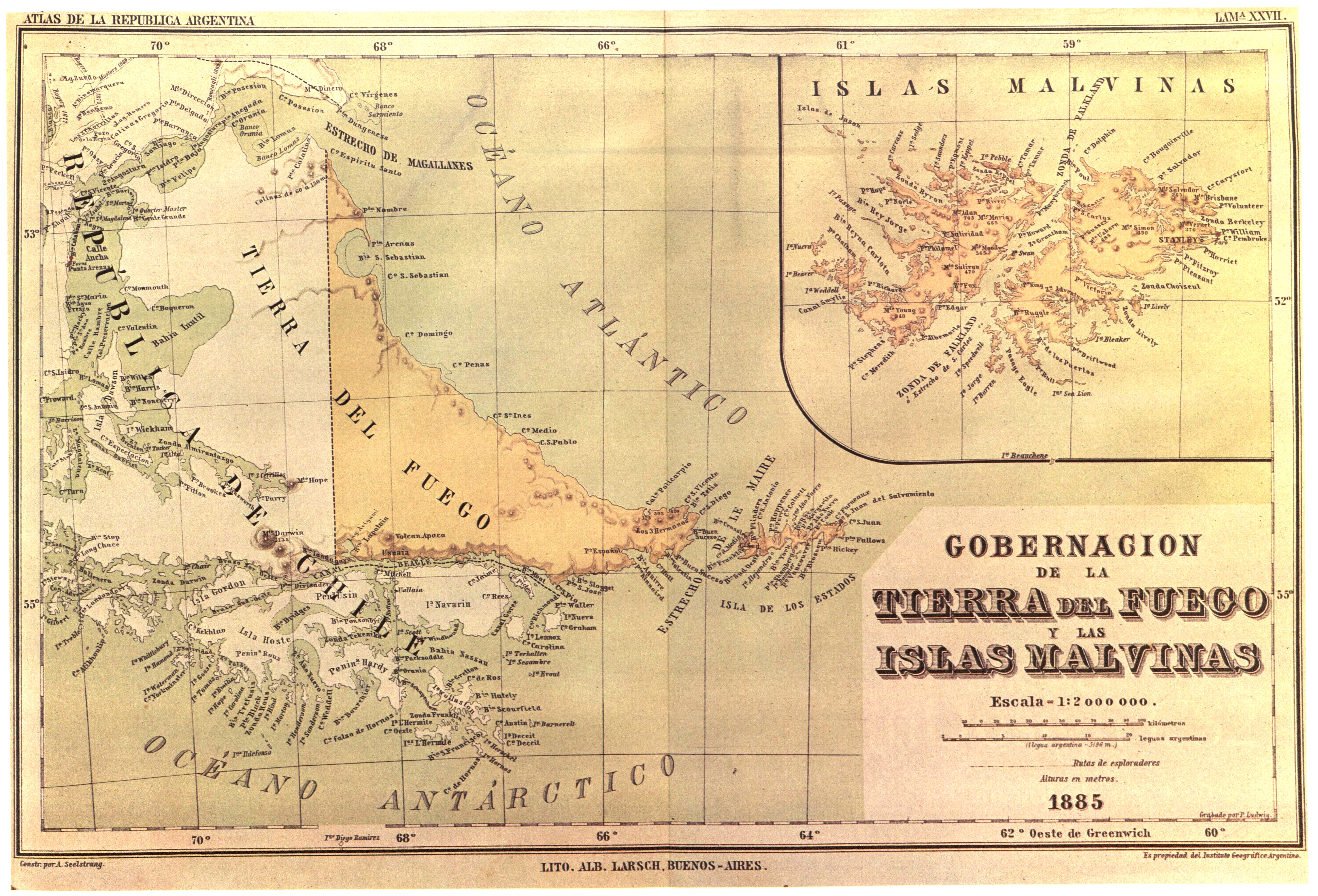
Las islas Grande de Tierra del Fuego, de los Estados y Malvinas (en mapa del Instituto Geográfico Argentino del año 1885).

El comandante Luis Piedrabuena con su corbeta Cabo de Hornos y la tripulación fueron puestos bajo las órdenes del Ministerio del Interior en enero de 1880, para cumplir tareas con la «Comisión Exploradora de las Costas Australes», realizando viajes logísticos y de apoyo a la misma. Si bien las islas Malvinas seguían en manos británicas, el Gobierno argentino remitió el 16 de abril del citado año las instrucciones al comandante Luis Piedrabuena para realizar un viaje con dicha corbeta al sur con el médico naval Federico Cuñado y la «Escuela de Marineros» a bordo, y efectuar un reconocimiento del archipiélago.
Finalmente el tratado limítrofe se llevó a cabo entre ambos países litigantes en Santiago de Chile el 23 de julio de 1881, firmado por los representantes de cada país: Francisco de B. Echeverría, cónsul general de Chile en Buenos Aires, y el doctor Bernardo de Irigoyen, ministro de Relaciones Exteriores de la Argentina, aunque con rectificaciones posteriores. Por lo que se terminó con gran parte del litigio de la Patagonia Austral, ya que Chile reconoció la soberanía argentina sobre las costas patagónicas al norte del estrecho de Magallanes y la porción oriental de la isla Grande de Tierra del Fuego, y la Argentina reconocía la soberanía chilena sobre la totalidad de dicho estrecho.

## La corbeta Cabo de Hornos en la Expedición Bove

### Estudios científicos en las costas atlánticas
En el mismo año se conformó la «Expedición Bove» o bien «Expedición Científica Austral Ítaloargentina», con el teniente Giacomo Bove de la Regia Marina como jefe científico, y bajo el mando militar del teniente coronel Rafael Blanco, cuyo objetivo sería el estudio de las costas patagónicas, un reconocimiento de faros y balizas, y el estudio del suelo y de la fauna, para la cual fueron destinadas la cañonera Uruguay y la corbeta Cabo de Hornos que llevaría a bordo al doctor Cuñado.

Mapa de pueblos originarios de la Patagonia Austral, en donde se muestra el cacicazgo tehuelche de Casimiro Biguá, y los otros pueblos del archipiélago de Tierra del Fuego: alacalufes o Kawésqar, onas o selknam, mánekenks o haush y yámanas o yaganes.

Formaban parte de la expedición, el comandante Luis Piedrabuena, el ya citado médico naval Federico Cuñado, el teniente Giovanni Roncagli, que también fuera geógrafo y dibujante, el geólogo Domenico Lovisato, el ictiólogo Decio Vinciguerra, el botánico Carlos Luis Spegazzini, entre otros. El 17 de diciembre de 1881 zarparon desde Buenos Aires con rumbo a Montevideo, en donde estuvieron hasta el día 25, cuando iniciaron el viaje rumbo al sur, en donde recorrieron toda la costa atlántica hasta la isla de los Estados.

### Exploración por el estrecho de Magallanes y el canal Beagle

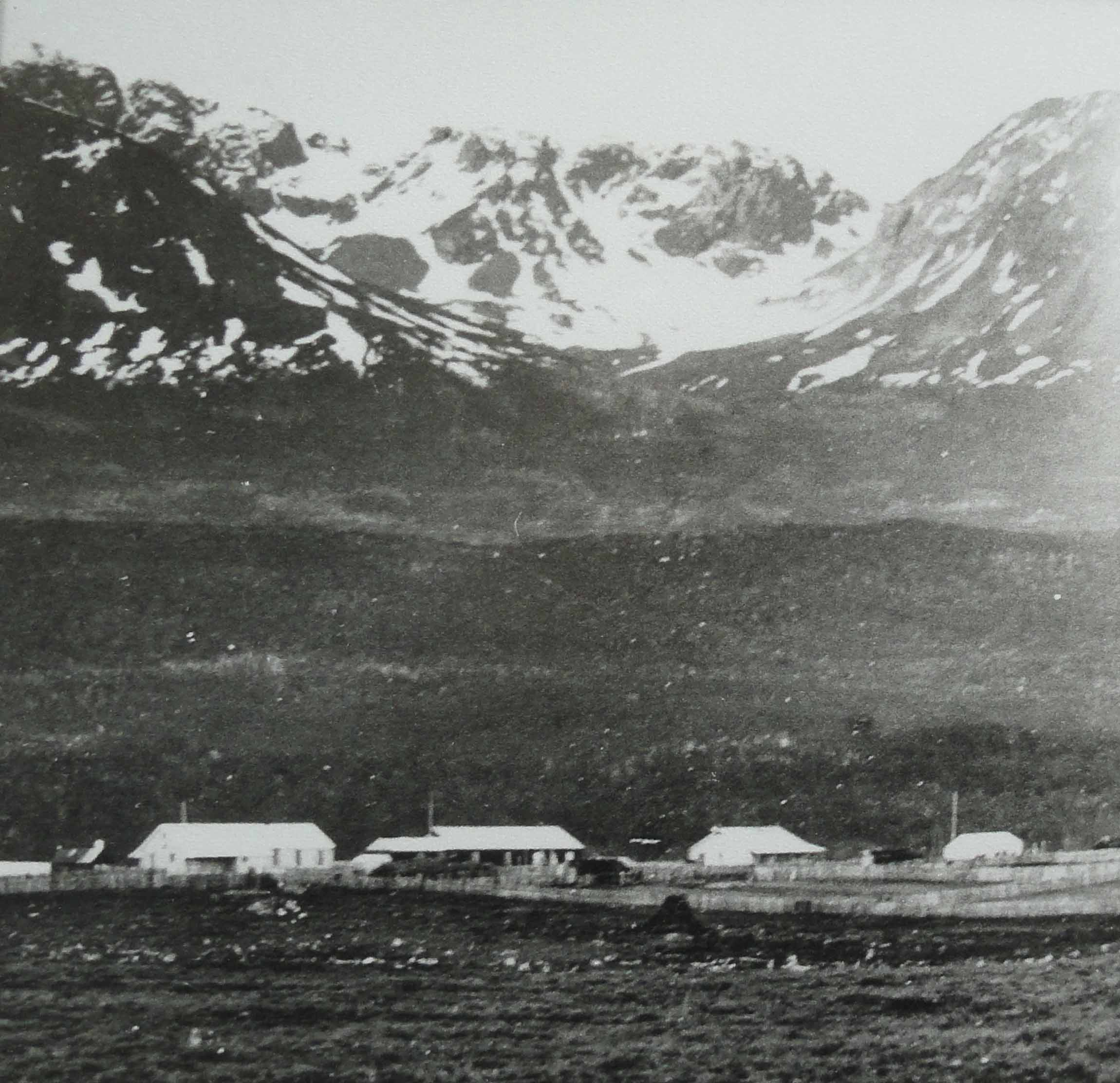
La misión anglicana de Ushuaia, en Tierra del Fuego (del 1.º de enero de 1883).

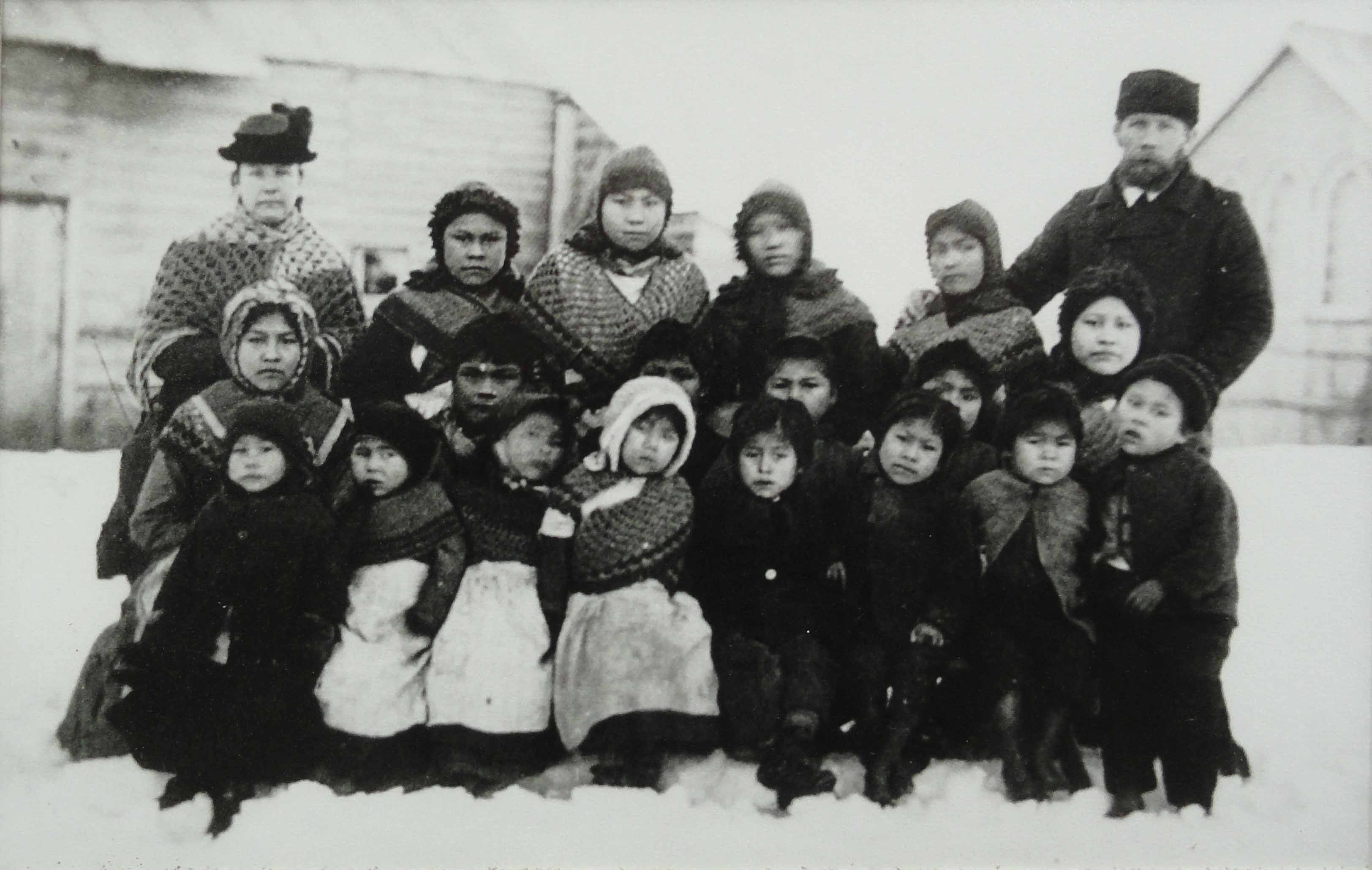
El anglicano Thomas Bridges, su esposa y yámanas de la misión de Ushuaia en 1883.

Desde dicha isla zarparon el 28 de marzo de 1882 hacia la entrada del estrecho de Magallanes rumbo a la ciudad chilena de Punta Arenas, luego logró fletar la goleta San José para ir con ella al canal Beagle.
Pasaron por la misión anglicana de Ushuaia, la cual había sido fundada el 18 de enero de 1869 por el reverendo inglés Waite Hockin Stirling, luego de mudarla desde la misión Keppel de la isla malvinense de Vigía —al este de la histórica isla Trinidad en donde hubo por el ilegal y efímero Puerto Egmont una crisis diplomática y luego un combate entre imperios coloniales— y que había sido erigida en 1840 por Allen Gardiner, quien también había intentado otros establecimientos, uno con los selknam en la costa nórdica fueguina del estrecho de Magallanes en 1845, en donde tuvo problemas con fuerzas navales chilenas, y también con yámanas en la isla Picton, en 1848 y en 1851.
Otro intento de colonización fue realizado por el inglés Robert FitzRoy en la caleta Wulaia de la isla Navarino, en 1833 y en 1859, por considerarlas en su totalidad como si fueran terra nullius, siendo dichas misiones abastecidas por los británicos desde las usurpadas islas Malvinas.
Pero luego del tratado limítrofe, los misioneros habían reconocido la soberanía argentina en 1881, por lo que el entonces sacerdote encargado Thomas Bridges, junto a los pastores Roberto Whites y John Lawrence, recibieron a la expedición científica argentina de Bove que llevaba a bordo al doctor Cuñado.
Bridges deseaba trasladar la misión a la isla Gable por ser más favorable para los indígenas reducidos, por lo que Bove invitó al misionero y al aborigen Ascapan para que se sumaran al viaje rumbo a bahía Sloggett en el litoral sudoeste de la península Mitre, pero al llegar, la acción del viento y la marea hicieron encallar a la San José, volteándola, por lo que fueron rescatados el grupo de científicos y su tripulación, pero la gran cantidad de muestras de especies terrestres y marítimas recolectadas se perdieron en el naufragio.
La expedición regresó a Buenos Aires en septiembre de 1882. Durante todo el itinerario, Bove escribió un extenso informe titulado "Patagonia - Terra del Fuoco. Mari australi", donde además incluía un vocabulario aborigen de unas doscientas palabras.

## Teniente de navío del vapor Villarino en la Expedición Lasserre

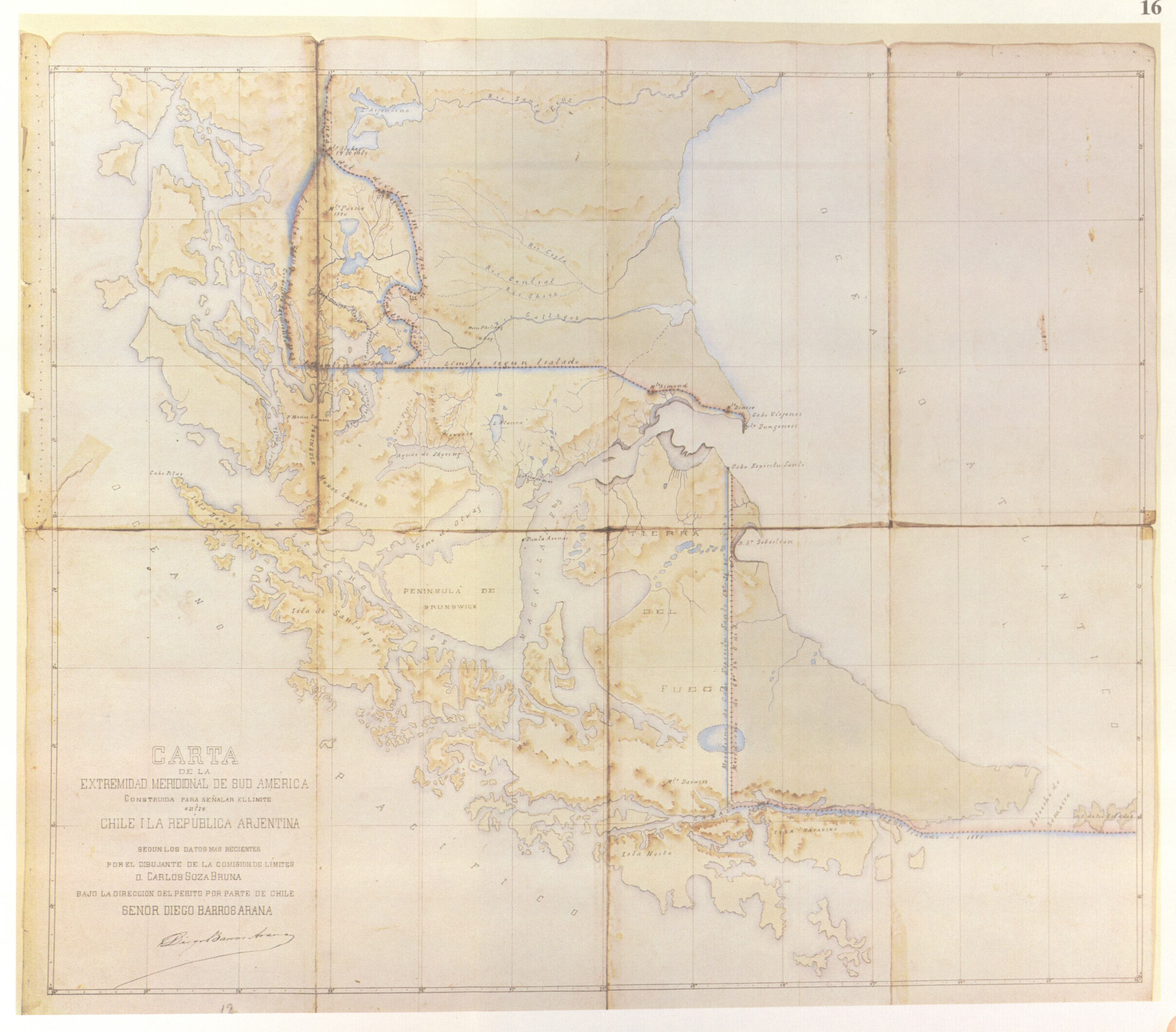
Mapa del extremo meridional de la Patagonia, con los ríos Santa Cruz y Gallegos, y el estrecho de Magallanes con la bahía San Gregorio, por Carlos Soza Bruna y bajo la dirección del perito Diego Barros Arana de 1890, en el cual se informa de los problemas surgidos con el tratado de 1881 que concedió por error a Chile una posible salida al océano Atlántico en el fondo de la bahía de San Sebastián, en la isla Grande de Tierra del Fuego, y concedió por error a la Argentina una salida al océano Pacífico en el seno Última Esperanza, en la región de Puerto Natales. Ambos errores fueron corregidos de común acuerdo.

### Reorganización presidencial de la Sanidad Militar Argentina
Una vez que arribaron al puerto de Buenos Aires en septiembre, tomaron conocimiento de que el entonces presidente Julio A. Roca (1880-1886) había decretado el 1.º de abril de 1882 una serie de siete artículos, debido a la necesidad de organizar y completar el personal del Cuerpo de Sanidad de la Armada Argentina con arreglo a la ley de Presupuesto vigente, por lo que expresó: en el artículo 1.º que dicho Cuerpo de Sanidad dependerá en adelante directamente del Ministerio de Guerra y Marina; en el artículo 2.º, que los empleados del mismo se iban a regir en todos sus actos por las ordenanzas militares y se iban a ajustar a la disciplina naval, en el artículo 3.º expresaba que los farmacéuticos y cirujanos embarcados iban a formar parte del Estado Mayor del buque en que presten sus servicios e iban a ser tratados con las consideraciones propias a su grado militar y a las funciones profesionales que ejercieran.

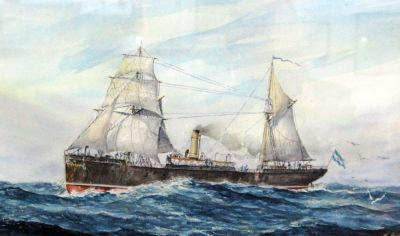
El vapor Villarino en el cual ejerció la medicina naval el doctor Federico Cuñado de 1882 a 1890 (en óleo de A.A. Silvestrini titulado "ARA Villarino").

El artículo 4.º expresaba que los comandantes de buques y los jefes de repartición no podrían conceder licencia a los empleados del Cuerpo de Sanidad por más de 48 horas; el artículo 5.º decía que en todo lo relativo al servicio, los farmacéuticos se comunicarán con los cirujanos de segunda y primera clase y estos con el cirujano mayor; en el artículo 6.º expresaba que ningún cirujano iba a poder hacer sin la concurrencia de un cirujano principal o cirujano mayor, otras operaciones que las de cirugía menor, salvo en los casos de urgencia, y en el artículo 7.º redistribuía el Cuerpo de Sanidad de la Armada: el cirujano mayor Pedro Mallo a la «Oficina del Cuerpo», los cirujanos principales Mariano Masson a la corbeta acorazada Brown y Benjamín Aráoz al monitor acorazado Los Andes.
En cuanto los cirujanos de primera clase, la nueva distribución fue la siguiente: Federico Cuñado pasaría al vapor Villarino y Edmund Puch a la Cabo de Hornos, pero como esta última estaba en la Expedición Bove el traspaso de destino se realizaría en el mes de septiembre, Carlos Lesbini al torpedero Maipú, Alejandro Quiroga a la cañonera Paraná, Abelardo Rueda al monitor El Plata, Prudencio Santillán a la Uruguay, Francisco Pasciní al vapor Rossetti, Carlos L. Masson a la cañonera Constitución, Mario Gomero a la cañonera República, Avelino Álvarez a la Pilcomayo y Antonio Martínez Rufino a la Bermejo, Jaime Carrillo a la «Escuela Naval», Laureano Rivas Míguez a la «Escuadrilla del Río Negro», José Llorens Alió al «Batallón de Infantería de Marina», Cirilo Gramajo a la «Escuela de Oficiales de Mar» e Isidro Quiroga a los «Talleres Navales, Arsenal de Zárate y Puerto del Tigre».

### Instalación del faro del Fin del Mundo en la isla de los Estados
En marzo de 1884, el doctor Cuñado a bordo del vapor Villarino comandado por Federico Spurr zarpó de Buenos Aires, formando parte de la «Expedición Lasserre» o bien «División Expedicionaria al Atlántico Sur», al mando del comodoro Augusto Lasserre, y que además estaba compuesta por la cañonera Paraná como buque insignia, la corbeta Cabo de Hornos como buque-escuela pero sin el comandante Piedrabuena que acababa de fallecer, el vapor torpedera Comodoro Py que se quedaría de asiento en Ushuaia y dos cúteres pequeños: el Santa Cruz y el Bahía Blanca que se habían alistado en La Boca.

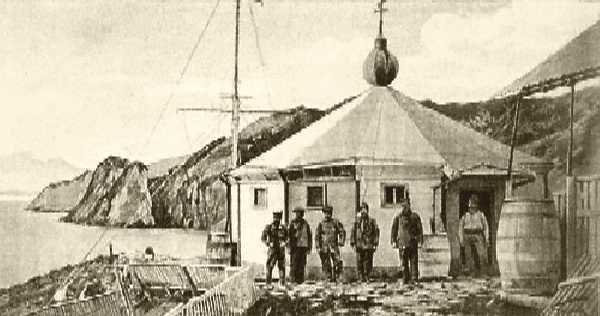
El Faro de San Juan de Salvamento en 1898.

La expedición hizo escala en Puerto Santa Cruz y el 17 de abril del mismo año llegó a la isla de los Estados, en donde Lasserre hizo construir edificios para establecer el primer faro de la zona sur con una estación de subprefectura y salvamento, una prisión militar y un muelle.
Por fin el complejo fue inaugurado el 25 de mayo de 1884 con el nombre de faro de San Juan de Salvamento en el puerto y cabo homónimos, específicamente en punta Lasserre, que provocaría naufragios debido a la mala ubicación, ya que muchas islas e islotes quedaban al norte del mismo —finalmente la cárcel sería trasladada en marzo de 1889 a Puerto Cook, en donde Luis Piedrabuena había construido un refugio en 1862 y otro en la bahía Roca o Rockery Penguin en 1869, y luego gradualmente dicha cárcel se mudaría al penal de Ushuaia, y por otro lado, el faro funcionaría hasta el 30 de septiembre de 1902, por inaugurarse en la adyacente isla Observatorio el 1.º de octubre, llamado faro Año Nuevo— y por dichos accidentes náuticos inspiraría a Julio Verne a escribir su novela titulada: "El faro del fin del mundo" (publicada póstumamente en 1905).

### Soberanía argentina en Tierra del Fuego y la fiebre del oro internacional
Lasserre dejó en la isla de los Estados una guarnición de 24 hombres y 10 presos militares trasladados desde Buenos Aires, y el 26 de septiembre de 1884 continuó hacia la isla Grande de Tierra del Fuego, en donde avistó el 2 de octubre que seguía flameando la bandera británica en la misión anglicana, por lo que la arrió e izó por primera vez la Bandera de la Argentina en Ushuaia.
El 16 de octubre el Gobierno argentino promulgó la ley N.° 1532 de Organización de los Territorios Nacionales, y que por su artículo 6.º creaba la gobernación de la Tierra del Fuego, al mismo tiempo que comenzaba la fiebre del oro en la isla. Por un grave error estatal, el controvertido ingeniero de minas rumano Julio Popper, consiguió el permiso argentino para residir en Tierra del Fuego en septiembre de 1886.

## Otros viajes del doctor Cuñado con el vaporVillarino

### Cruce transatlántico a Inglaterra para restaurar alVillarino
El comandante Federico Spurr con el doctor Cuñado a bordo, realizaron dos viajes al sur entre enero y abril de 1887, y el 4 de junio del mismo año, zarparon hacia el astillero naval de la villa inglesa de Birkenhead, para realizarle reparaciones generales al barco, y en donde permaneció ocho meses.
En su casco se le realizó una cubierta corrida y se agregaron más camarotes para pasajeros, además se le reparó la máquina y se le modificó su artillería, la cual quedaría constituida por dos cañones Armstrong de 75 mm en la primera cubierta, dos cañones Krupp de 75 mm montados en corredera y dos ametralladoras Hotchkiss.

### Viajes al extremo sur argentino y al Chaco Central en plena conquista
En mayo de 1888 arribó al puerto de Buenos Aires el vapor Villarino completamente restaurado, y de esta manera, retomaron de nuevo los viajes patagónicos. En este mismo año, al regresar al Río de la Plata, hicieron un viaje fluvial remontando el río Paraná, para llevar pertrechos para los fortines de los territorios nacionales del Chaco y de Formosa, que aún estaban en plena campaña de conquista, debido a intereses internacionales sobre los mismos y a la resistencia aborigen originaria desde la época colonial.

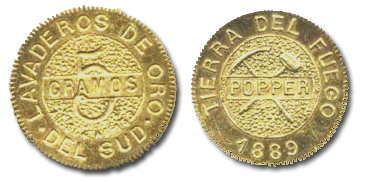
Moneda de oro acuñada en 1889 para la gobernación de Tierra del Fuego, consecuente a la necesidad de circulante de pesos moneda nacional que no llegaba, debido a la gran distancia e incomunicación que tenía la isla (de 5 gramos, y también de 1 gramo, por el ingeniero rumano-argentino Julio Popper).

En octubre de 1888 el capitán Valentín Feilberg pasó a ser el nuevo comandante del Villarino y el 18 de febrero de 1889 hizo un viaje a Montevideo, junto al Maipú, para llevar al presidente Miguel Juárez Celman (1886-1890) a un congreso de Derecho Internacional. En 1889 siguió haciendo viajes al extremo sur, por lo que llegó a Ushuaia —en donde tomaría conocimiento de las acuñaciones monetarias locales ilegales de Julio Popper— y a la ciudad chilena de Punta Arenas, salvando a 16 náufragos de la barca inglesa Jeanne, en uno de los siete viajes que realizó.
En agosto de este último año, pasó a ser el nuevo comandante del Villarino el teniente de navío Federico Mourglier y lo suplantó como comandante durante dos meses el teniente Eduardo O'Connor. En 1890 ya comandado nuevamente por Mourglier, arribó al puerto de Buenos Aires para efectuar pequeñas reparaciones, y fue cuando estallaba la revolución radical del día 26 de agosto, siendo tomado por dichas fuerzas pero pronto fue rendido sin mayor resistencia, y si bien las fuerzas leales al gobierno aplastaron dicha revuela, no evitó la dimisión del presidente Juárez Celman.
De esta forma, volvió a realizar sus viajes rutinarios al extremo sur, y en septiembre de 1890 se lo comprometió en la expedición de Ramón Lista, pero el doctor Cuñado que había sido ascendido, fue suplantado por otro médico naval en el Villarino.

### Intentos secesionistas de Julio Popper en Tierra del Fuego
Mientras tanto Julio Popper en el territorio nacional de Tierra del Fuego, devenido allí en el mayor buscador de oro, no tardó mucho tiempo en convertirse en un verdadero dictador de esa región, que junto a sus mercenarios fueron responsables del exterminio de aborígenes selknams u onas, al igual que el despiadado Ramón Lista en la masacre de San Sebastián del 25 de noviembre de 1886, expedición en la cual por alguna razón el médico Federico Cuñado no estaba a bordo y había sido remplazado por el doctor Polidoro Segers, cirujano de segunda clase.

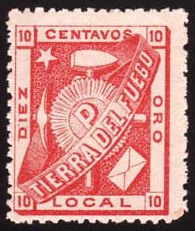
Estampilla emitida en 1891 por Julio Popper, lo que le provocaría un juicio estatal.

Por dichos atropellos y graves cuestiones con los gobernadores argentinos del territorio nacional fueguino, al igual que con militares y misioneros locales —como por ejemplo la actitud firme del gobernador Félix Mariano Paz y la de su sucesor Mario Cornero, junto al capitán Federico Spurr y el misionero salesiano José Fagnano— que sumado a las acuñaciones monetarias locales en 1889 y a una emisión ilegal de estampillas de 10 centavos en 1891 que le causó un juicio estatal, pusieron fin de una vez por todas a las aspiraciones dictatoriales y separatistas de Popper.
Posteriormente se evidenciaría el falso patriotismo argentino de Julio Popper al quedar probado que se comunicaba entre los años 1889 y 1892 con Georgiu Ignatius Lahovari, secretario de la «Sociedad Geográfica Rumana», proponiéndole reiteradamente una expedición exploratoria de la Antártida argentina, además de dar todo tipo de información geográfica fueguina, como ser la posición de diversos cursos de agua y de cadenas montañosas importantes desde el punto de vista económico, por lo que en el Reino de Rumania el interés por sus hazañas era tan grande, que Popper fue considerado una de las celebridades nacionales, constituyendo otro peligro más para la soberanía argentina por estas latitudes.

## Ascenso a capitán de fragata de la corbeta Chacabuco
Como médico militar Federico Cuñado llegaría a ser «cirujano de división» y al rango de capitán de fragata de la corbeta Chacabuco —ex vapor General Brown— que estaba al mando de Emilio Barilari, por decreto en Buenos Aires del 25 de julio de 1890 del presidente Miguel Juárez Celman (1886-1890). En agosto del mismo año, la Escuela Naval fue trasladada a esta corbeta devenida en buque-escuela, por lo cual Barilari pasaría a ser su director.
Si bien en este mismo año hubo otro brote de escorbuto a bordo del monitor Los Andes en el Río de la Plata, y aunque los reglamentos militares tardaron algunos años en ser modificados, no había duda acerca de que las opiniones de los médicos mejoraron la situación de los tripulantes. De esta manera, el doctor Federico Cuñado se había destacado excelentemente por sus servicios en la Armada de la República Argentina.
En 1891 la corbeta pasó al mando del teniente de navío Antonio Polverini y en viaje de instrucción por el Río de la Plata varó frente a Quilmes pero fue auxiliada por el transporte Azopardo. En 1892 pasó a reparaciones en el río Lujan bajo el mando del capitán Antonio E. Pérez. En enero de 1893 la Escuela Naval Militar fue trasladada a Palermo —en la antigua casona de Juan Manuel de Rosas— mientras que la Chacabuco pasaba a desarme, para convertirse en el mes de abril en pontón en el río Santiago al servicio del Apostadero de Torpederas.
En mayo del mismo año, el mensaje del presidente Luis Sáenz Peña (1892-1895) al Congreso de la Nación, fue el siguiente: «Pienso dotar á la Escuela Naval, de cuanto sea necesario para su más perfecto funcionamiento, y oportunamente se pedirán á V. H., los recursos para atender á gastos que no dudo serán de gran utilidad y beneficio para el porvenir de nuestra armada.»

## Mudanza a la nueva capital bonaerense y deceso

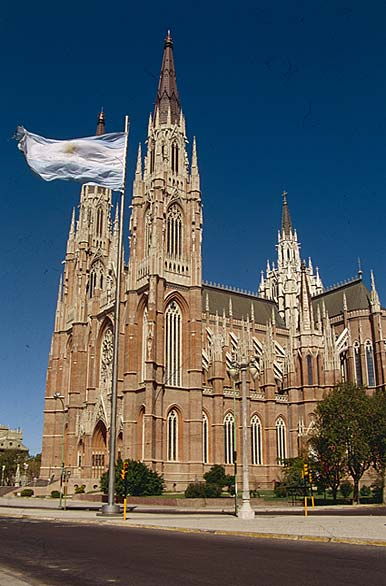
La catedral de la ciudad de La Plata, fundada por el gobernador Dardo Rocha Arana en 1882, es una de las iglesias más grandes y altas del mundo.

### Impulsor del progreso y la cultura provincial
Al haberse mudado el doctor Cuñado con su familia hacia 1897 a la nueva capital bonaerense, como vecino de la ciudad de La Plata se distinguiría socialmente entre los que impulsaron el progreso y la cultura, tanto en la ciudad neofundada por el gobernador Dardo Rocha Arana, como de la provincia de Buenos Aires.
Se destacaba en su profesión por curar a pacientes sin cobrar retribución alguna, por lo cual en dicha capital era un popular médico, y también era considerado un excelente guitarrista, siendo amigo de otros como Juan Alais Moncada y el doctor Alejandro Quiroga. Además Cuñado publicó versos en los periódicos, y una extensa composición suya se titula «Juramento de amor».
Participó en 1909 de una fiesta de beneficencia de la «Sociedad Cosmopolita de Socorros Mutuos» en la localidad bonaerense de Olivos.

### Fallecimiento
El doctor y capitán de fragata Federico Rufino Cuñado-Caú fallecería en la ciudad de La Plata, capital de la provincia de Buenos Aires que forma parte de la República Argentina, en el año 1910.
El 13 de enero de 1911, a su hija soltera Isabel Cuñado se le concedió la pensión de la mitad del sueldo que disfrutaba el doctor antes de su deceso, de acuerdo con lo dispuesto en los artículos 1, 2 y 12, inciso 4.º, título IV de la ley N° 4856.

## Matrimonio y descendencia
El entonces médico practicante Federico Cuñado se había unido en matrimonio hacia 1872 en la ciudad de Buenos Aires con Enriqueta Rebuffo Posadas (Buenos Aires, 1854-ib., 1885), siendo una hija del sardo-piamontés Tomás Rebuffo (Génova, e/ enero y marzo de 1821-Buenos Aires, 2 de abril de 1871), quien fuera una víctima de la epidemia de fiebre amarilla en Buenos Aires, y de la argentina Juana de Posadas Albín (n. Buenos Aires, ca. 1831), la cual era una hermana de Julia Cecilia de Posadas (n. e/ mayo y 31 de agosto de 1833) casada con Joaquín Nin y González, socio fundador de la Asociación Rural del Uruguay en 1871 —y que fueran padres del doctor Joaquín Nin Posadas (n. Montevideo, 26 de mayo de 1871), que se crio y educó en Buenos Aires convirtiéndose en un médico argentino destacado— además de ser sobrino nieto del marino mercante hispano-catalán Antonio Nin y Soler, primo segundo de Eloísa Nin Soler y Reyes del Villar casada con el rico empresario germánico Fernando Ernesto Nebel y tío tercero del literato uruguayo-argentino Alberto Nin Frías.

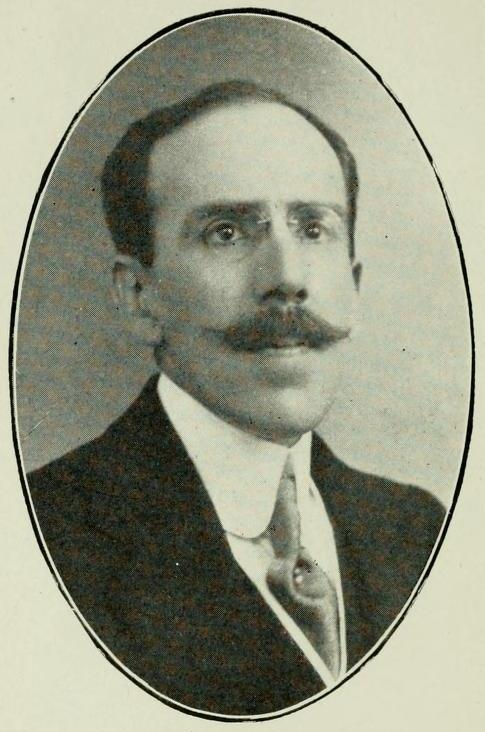
Doctor uruguayo-argentino Joaquín Nin Posadas, el primo de Enriqueta Rebuffo Posadas.

Su suegra, Juana de Posadas, era hija a su vez de Luis María de Posadas y Castro Careaga (Buenos Aires, ca. 1790-Montevideo, 1837) y de su segunda esposa Francisca Martínez de Albín (n. Buenos Aires, 4 de mayo de 1813), enlazados en Buenos Aires el 24 de mayo de 1830 y que además fuera su sobrina tercera, y finalmente el matrimonio se radicaría en el nuevo Estado Oriental del Uruguay desde 1835. La citada Francisca era una hermana, entre otros siete, de Enriqueta Martínez de Albín (ib., 1823-ib., 14 de septiembre de 1908) que se casó con el médico Manuel Castaño, y en cuanto a los padres de estos nueve hermanos o bien los bisabuelos maternos por la vía femenina de Enriqueta Rebuffo eran el comerciante hispano-leonés Francisco Martínez Nieto (n. Andiñuela, ca. 1783), devenido en empresario industrial argentino desde 1804, y su cónyuge rioplatense Felipa de Albín y Sosa Dávila Fernández de Agüero Bohorquez Cabral de Melo y Ayala (Buenos Aires, 1 de mayo de 1787-ib., 23 de febrero de 1853), quienes se habían unido en matrimonio el 13 de julio de 1812 en la iglesia de San Francisco.
Y por lo tanto, Enriqueta Rebuffo Posadas era una tataranieta materna por las vías femeninas del terrateniente vasco-español Melchor de Albín y Cañedo (Balmaceda, 1735-Buenos Aires, 1823), quien fuera administrador de la Real Renta de Correos rioplatense y que luego de la Revolución de Mayo fuera nombrado como primer director de los Servicios Postales de Buenos Aires desde junio de 1810 durante la Primera Junta de Gobierno patrio y en la sucesora descentralizada Junta Grande, y de su esposa María Antonia de Sosa Dávila Fernández de Agüero, cuya madre Ana María Dávila y Fernández de Agüero Bohorquez Cabral de Ayala era chozna del capitán español Mateo Leal de Ayala, gobernador colonial del Río de la Plata y del Paraguay (1613-1615).

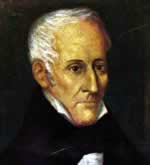
Primer director supremo rioplatense Gervasio Antonio de Posadas, el tatarabuelo de Enriqueta Rebuffo Posadas.

Y también Enriqueta era tataranieta del doctor Gervasio Antonio de Posadas y de su mujer María Luisa de Castro Careaga (Buenos Aires, ca. 1760-ib., 6 de abril de 1807) —una hermana del sacerdote Manuel Antonio de Castro y Careaga, fundador en 1788 de la ciudad de Mercedes de la gobernación oriental rioplatense de Montevideo, y ambos eran hijos del gallego-español Gregorio de Castro Álvarez (n. Pontevedra, ca. 1730) y de la hispano-argentina Josefa Clara de Careaga y de los Reyes Aguilar (n. Buenos Aires, ca. 1735)— además, Enriqueta era sobrina bisnieta segunda de Carlos María de Alvear, siendo su tío Gervasio y él mismo respectivamente, primer y segundo Director Supremo de las Provincias Unidas del Río de la Plata en 1814 y en 1815.
Fruto del enlace entre Federico Rufino Cuñado-Cau y Enriqueta Rebuffo Posadas tuvieron siete hijos:
- Federico M. Cuñado (n. Buenos Aires, 1873)[62] que sería padre de tres hijos: Gabriel, Enriqueta y Raquel Cuñado.[83]
- Enrique Cuñado (n. ib., 1875).[84]
- Delia Cuñado (n. ib., 1876).[84]
- Gabriel Cuñado (n. ib., 1879).[84]
- Sofía Lucrecia Cuñado "Alola"[83] (n. ib., 18 de octubre de 1881)[84] que se enlazó con el escribano-procurador Jacinto F. Villegas Arana (Buenos Aires, 14 de abril de 1869-La Plata, 7 de septiembre de 1938) y concibió a cuatro hijos: Ana María, el general Miguel Federico Villegas, la doctora Sofía Victoria "Micha" y la docente Enriqueta Elena Villegas.[85]
- Elina Cuñado (n. ib., 1883).[84]
- Isabel Cuñado (n. ib., 1884)[84] que falleció soltera.[66]

## "Juvenilia"(de Miguel Cané)

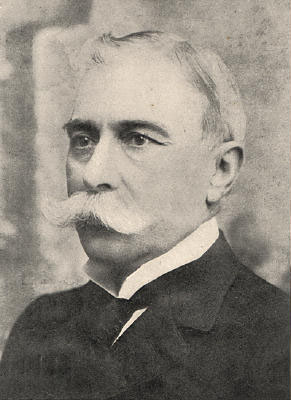
Miguel Cané.

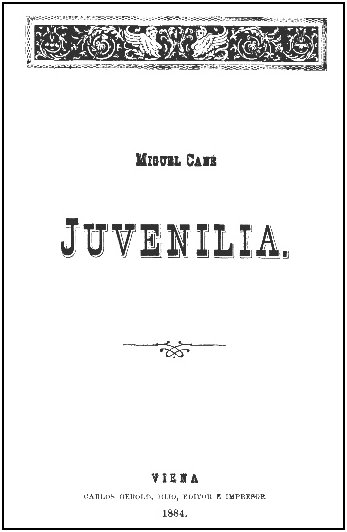
Juvenilia (1884).

El doctor Federico R. Cuñado —al igual que su consuegro, el abogado y militar Miguel Francisco de Villegas, el literato Estanislao del Campo y el ítalo-genovés garibaldino y militar argentino Juan Lamberti— quedó inmortalizado en la obra literaria "Juvenilia" de Miguel Cané, escrita en 1884:
- Párrafo de la página 51 del capítulo XXIII:[63]

«[...] Por lo demás, forzoso me es declarar que aquella clase de literatura tuvo efectos funestos sobre nosotros. Fundamos diarios manuscritos, cuya "impresión" nos tomaba noches enteras, en los que yo escribía artículos literarios, donde yo hablaba del "festín de las brizas y los céfiros en el palacio de las selvas", y en los que Lamarque, F. Cuñado, E. del Campo y otros, publicaban versos. Esos diarios hicieron allí el mismo efecto que en los pueblos de campaña: turbaron la armonía y la paz, agitaron y agriaron los ánimos, y más de un ojo debió el oscuro ribete con que apareció adornado a las políticas vehementes sostenidas por la prensa. Por mi parte tuve un duelo feroz. Ignoro hoy si mi adversario sufrió, pero sí recuerdo que, aunque el honor quedó en salvo, salí de la arena mal acontecido, sin ver claro, con una variante en la forma nasal y un dedo de la mano derecha fuera de la posición normal. Un joven romano habría jurado no ocuparse más de prensa en su vida; pero las preocupaciones se van y los instintos quedan. ¡Oh! ¡Qué himnos cantara hoy al periodismo si sólo golpes y magullones me hubiera costado! [...]»